# Charmont, Marne
Charmont är en kommun i departementet Marne i regionen Grand Est (tidigare regionen Champagne-Ardenne) i nordöstra Frankrike. Kommunen ligger i kantonen Heiltz-le-Maurupt som tillhör arrondissementet Vitry-le-François. År 2022 hade Charmont 236 invånare.

## Befolkningsutveckling
Antalet invånare i kommunen Charmont
| Referens: INSEE |